# ایستگاه متروی گلاستر رود
ایستگاه متروی گلاستر رود (انگلیسی: Gloucester Road tube station) یکی از ایستگاه‌های خط ناحیه، خط سیرکل و خط پیکدیلی متروی لندن است.
این ایستگاه که در ناحیه کنزینگتون جنوبی قرار دارد در سال ۱۸۶۸ میلادی تأسیس شده است.